# Topio stin omichli
Topio Stin Omichli (Brasil: Paisagem na Neblina ) é um filme ítalo-greco-francês de 1988, do gênero drama, dirigido por Theodoros Angelopoulos, roteirizado por Tonino Guerra e Giorgos Arvanitis e musicado por Eleni Karanidrou.

## Sinopse
Duas crianças saem em viagem em direção à Alemanha, onde supostamente vive seu pai. Essa jornada obsessiva as unirá nos seus aspectos infantis e adolescentes.

## Elenco
- Michalis Zeke ....... Alexandros
- Tania Palaiologou ....... Voula
- Stratos Tzortzoglou ....... Orestis
- Eva Kotamanidou
- Aliki Georgouli
- Vassilis Kolovos
- Vassilis Bouyiouklakis
- Ilias Logothetis
- Vangelis Kazan
- Stratos Pahis
- Mihalis Giannatos
- Kiriakos Katrivanos
- Grigoris Evangelatos
- Giannis Fyrios
- Nikos Kouros

## Prêmios
- Vencedor do Leão de Prata e do prêmio OCIC do Festival de Veneza de 1988
- Vencedor do prêmio Interfilm do Fórum do Novo Cinema no Festival de Berlim de 1988
- Vencedor do prêmio de Melhor Filme do European Film Award de 1989

Predefinição:PortalCinema